# 流亭駅
流亭駅（りゅうていえき）は、中華人民共和国山東省青島市城陽区に位置する青島地下鉄1号線の駅。旧空港となる青島流亭国際空港の最寄り駅。

## 概要
- 青島流亭国際空港の最寄り駅となるが、駅名は「流亭駅」となっており、空港の駅として開業するには大体は「○○機場駅」、「○○航站楼駅」などとなるが、当駅は「機場」や「航站楼」などの併記が外されているかと思われる。
- この駅が開業する頃には新空港の青島膠東国際空港が開港後の予定であったため、旧空港の青島流亭国際空港は閉鎖することも見越した上で併記を外していた。
- 2021年7月20日にて青島膠東国際空港の最寄り駅である■8号線の膠東機場駅が開業、同空港の青島膠東国際空港も同年8月12日に開港となったため、当駅は空港の最寄り駅ではなくなった。

## 沿革
- 2020年12月24日 - ■1号線の駅として開業。

## 駅周辺
- 青島流亭国際空港 - 徒歩ですぐ近く。(当空港は青島市内の旧空港であり、現在の空港の機能は新空港の青島膠東国際空港に移転されている)